# Humphrey (gat)
Humphrey (1988 - Londres, març 2006) fou un gat i polític britànic. Des del mes d'octubre de 1989 fins al 13 de novembre de 1997 tingué la funció de Caçador de Ratolins en Cap de l'Oficina del Cabinet sota els governs de Margaret Thatcher, John Major i Tony Blair. Es jubilà alguns mesos després de l'elecció de Blair. Segons un memo de Jonathan Rees, el responsable principal de Humprey, la raó de la jubilació fou la salut del gat, que tenia problemes renals, tot i que corregueren rumors que Cherie Blair, la dona de Tony Blair, n'havia donat l'ordre.